# جو جونز (دراج)
جو جونز (بالإنجليزية: Joe Jones)‏ (و. 1944 – م) هو راكب دراجة هوائية، من كندا، شارك في ألعاب أولمبية صيفية 1968.

## روابط خارجية
- جو جونز على موقع أرشيف الدراجات (الإنجليزية)
- جو جونز على موقع إحصائيات الدراجات الإحترافية (الإنجليزية)
- جو جونز على موقع أوليمبيديا (الإنجليزية)